# OpenDocument
El Formato de Documento Abierto para Aplicaciones Ofimáticas de OASIS (en inglés, OASIS Open Document Format for Office Applications), también referido como formato OpenDocument (ODF), es un formato de archivo abierto y estándar para el almacenamiento de documentos ofimáticos tales como hojas de cálculo, textos, gráficas y presentaciones.

## Historia
Las especificaciones iniciales del estándar fueron elaboradas por Sun Microsystems, y posteriormente fueron desarrolladas y complementadas por el comité técnico para Open Office XML de la organización OASIS. OpenDocument fue publicado como estándar OASIS el 1 de mayo de 2005. Más adelante, el formato fue aprobado el 30 de noviembre de 2006 por las organizaciones ISO e IEC como estándar internacional ISO/IEC 26300:2006 Open Document Format for Office Applications (OpenDocument) v1.0. Una versión subsiguiente de la especificación (concretamente la v1.1), fue publicada el 25 de octubre de 2006 por el comité de estandarización de OASIS.
OASIS presentó la versión 1.2 de este estándar el día 29 de septiembre de 2011. El 1 de julio de 2015, ISO e IEC presentaron una nueva revisión del estándar denominada ISO/IEC 26300-1:2015, basada enteramente en el estándar OASIS del año 2011.
OpenDocument se basa en un lenguaje de esquema XML, inicialmente implementado en la suite ofimática OpenOffice.org.

## Proceso de estandarización
El estándar OpenDocument fue desarrollado por un comité técnico (TC) a cargo del consorcio industrial OASIS. El equipo del ODF-TC tenía miembros provenientes de diversas compañías y también personas independientes. Los miembros activos del TC tienen derechos de votación, esto significa que SUN e IBM pudieron tener en ciertos momentos mayoría de voto, si se hubiesen puesto de acuerdo. En 2010 había también representantes de Microsoft, Oracle, IBM, KDE, Nokia, Novell, Boeing y otras compañías El proceso de estandarización involucró a los desarrolladores de muchas suites ofimáticas o sistemas de documentación relacionados. El primer encuentro oficial del ODF-TC para discutir el estándar tuvo lugar el 16 de diciembre de 2002; OASIS aprobó OpenDocument como estándar el 1 de mayo de 2005. Al poco tiempo, OASIS envió las especificaciones de ODF al Comité Conjunto Técnico 1 ISO/IEC el 16 de noviembre de 2005, bajo normas de Especificación Disponible Públicamente (Publicly Available Specification o PAS).
Después de un periodo de revisión de seis meses, para el 3 de mayo de 2006, el formato OpenDocument quedó aprobado de forma unánime en el marco del proceso iniciado por la JTC1 y que duró 6 meses, con una amplia participación,
tras la cual la especificación OpenDocument fue «aprobada para su publicación como estándar internacional ISO e IEC» con el nombre de ISO/IEC 26300:2006.
Tras 30 días de responder todos los votos condicionales, el entonces convertido en estándar internacional OpenDocument fue publicado oficialmente por la ISO el 30 de noviembre de 2006.
La organización de estandarización italiana Ente Nazionale Italiano di Unificazione (UNI) adoptó el formato el 26 de enero de 2007.
Otros trabajos de estandarización sobre OpenDocument realizados tiempo después incluyen:
- La Especificación del comité de OASIS OpenDocument 1.0 (segunda edición) (enlace roto disponible en Internet Archive; véase el historial, la primera versión y la última)., que corresponde al estándar publicado ISO/IEC 26300:2006. Incluye los cambios editoriales realizados tras los votos condicionales en el JTC1. Está disponible para su consulta en formatos ODF, HTML y PDF.
- OpenDocument 1.1, el cual incorpora características adicionales para resolver e incluir algunas funciones de accesibilidad necesarias.[9] Fue aprobado como estándar OASIS el 1 de febrero de 2007, luego de un llamado a votación realizado el día 16 de enero.[10] Se anunció públicamente el 13 de febrero de 2007.[11]
- OpenDocument 1.2, que fue aprobado como una especificación del Comité OASIS el 17 de marzo de 2011 y como un estándar OASIS el 29 de septiembre de 2011.[12][13][14] Incluye características de accesibilidad adicionales, metadatos basados en RDF,[15] una especificación de fórmula de hoja de cálculo basada en OpenFormula,[15] soporte para firmas digitales y algunas de las características sugeridas por el público. En octubre de 2011, el Comité Técnico de OASIS ODF esperaba "iniciar el proceso de presentación de ODF 1.2 de la norma al Comité Conjunto 1 ISO/IEC pronto".[13] En mayo de 2012, 6 miembros del comité conjunto 1 ISO/IEC y del grupo de trabajo SC 34 informaron que después de algún retraso, "el proceso de preparación de ODF 1.2 para su presentación al Comité Conjunto 1 de transposición Especificación Disponible al Público (PAS) está ahora en curso".[16] En 2013, los miembros del comité técnico de OASIS OpenDocument solicitaron que presente la especificación OASIS ODF 1.2 al Comité Conjunto 1 ISO/IEC JTC para su aprobación como Norma Internacional bajo el procedimiento de transposición "Especificación Disponible al Público".[17]

## Características técnicas

### Extensiones de archivo
Las extensiones al nombre de archivo identificativas de los archivos OpenDocument incluye: odt para documentos de texto, ods para hojas de cálculo, odp para presentaciones, odg para gráficos y odb para bases de datos.
Documentos
| Tipo de formato    | Extensión | Tipo MIME                                                   |
| ------------------ | --------- | ----------------------------------------------------------- |
| Texto              | .odt      | application/vnd.oasis.opendocument.text                     |
| Hoja de cálculo    | .ods      | application/vnd.oasis.opendocument.spreadsheet              |
| Presentación       | .odp      | application/vnd.oasis.opendocument.presentation             |
| Dibujo             | .odg      | application/vnd.oasis.opendocument.graphics                 |
| Gráfica            | .odc      | application/vnd.oasis.opendocument.chart                    |
| Fórmula matemática | .odf      | application/vnd.oasis.opendocument.formula                  |
| Base de datos      | .odb      | application/vnd.oasis.opendocument.database[cita requerida] |
| Imagen             | .odi      | application/vnd.oasis.opendocument.image                    |
| Documento maestro  | .odm      | application/vnd.oasis.opendocument.text-master              |

Plantillas
| Tipo de formato | Extensión | Tipo MIME                                                |
| --------------- | --------- | -------------------------------------------------------- |
| Texto           | .ott      | application/vnd.oasis.opendocument.text-template         |
| Hoja de cálculo | .ots      | application/vnd.oasis.opendocument.spreadsheet-template  |
| Presentación    | .otp      | application/vnd.oasis.opendocument.presentation-template |
| Dibujo          | .otg      | application/vnd.oasis.opendocument.graphics-template     |

### Formatos internos
Un archivo OpenDocument es un archivo comprimido en un contenedor ZIP y que contiene varios archivos y directorios:
| Archivos XML                                 | Otros archivos        | Directorios                                      |
| -------------------------------------------- | --------------------- | ------------------------------------------------ |
| content.xml meta.xml settings.xml styles.xml | mimetype layout-cache | META-INF/ Thumbnails/ Pictures/ Configurations2/ |

El formato OpenDocument ofrece una clara separación entre el contenido, la disposición de este en el documento y los metadatos. Los componentes más notables del formato son los siguientes:
- content.xml: Este el archivo más importante. Almacena el contenido real del documento (excepto los datos binarios como las imágenes). El formato de base utilizado fue inspirado por el HTML, aunque es bastante más complejo que este, y debería ser razonablemente legible para un humano:

```
<text:h text:style-name="Heading_2">Título</text:h>
<text:p text:style-name="Text_body" />
<text:p text:style-name="Text_body">
   Este es un párrafo. La información sobre el formato
   se almacena en el archivo de estilo.
   La marca vacía text:p que se ve más arriba es un
   párrafo en blanco (una línea vacía).
</text:p>
```

- styles.xml: OpenDocument hace un uso intensivo de los estilos para el formateo y disposición del contenido. La mayor parte de la información de estilo se almacena en este archivo (aunque hay parte que aparece en el archivo content.xml). Hay diferentes tipos de estilo, que incluyen los siguientes:

```
* Estilos de párrafo.
* Estilos de página.
* Estilos de carácter.
* Estilos de marco.
* Estilos de lista.
```

El formato OpenDocument es único en el hecho de que no se puede evitar el uso de estilos para formatear los documentos. Incluso el formateo "manual" se realiza mediante estilos (que la aplicación ofimática debe crear dinámicamente según sean necesarios).
- meta.xml: Contiene los metadatos del documento. Por ejemplo, el autor, la identificación de la última persona que lo modificó, la fecha de última modificación, etc. El contenido tiene un aspecto similar a este:

```
<meta:creation-date>2003-09-10T15:31:11</meta:creation-date>
<dc:creator>Daniel Carrera</dc:creator>
<dc:date>2005-06-29T22:02:06</dc:date>
<dc:language>es-ES</dc:language>
<meta:document-statistic
      meta:table-count="6" meta:object-count="0"
      meta:page-count="59" meta:paragraph-count="676"
      meta:image-count="2" meta:word-count="16701"
      meta:character-count="98757" />
```

Las etiquetas <dc:...> forman parte del núcleo de Dublín de XML.
- settings.xml: Este archivo incluye propiedades como el factor de zum o la posición del cursor que afectan a la apertura inicial del documento, pero no son contenido ni afectan a la disposición de este en el documento.

- Pictures/: Esta carpeta contiene todas las imágenes del documento. El archivo content.xml contiene referencias a ellas mediante el uso de la etiqueta <draw:image>, similar a la etiqueta <img> de HTML. A continuación se da un ejemplo de una de estas referencias:

```
<draw:image
    xlink:href="Pictures/10000000000005E80000049F21F631AB.tif"
    xlink:type="simple" xlink:show="embed"
    xlink:actuate="onLoad" />
```

La información de posicionamiento (anchura, posición, etc) se da mediante una etiqueta <draw:frame> que contiene a su vez la etiqueta <draw:image>.
La mayoría de las imágenes se guardan en su formato original (GIF, JPEG, PNG), aunque los mapas de bits se convierten a PNG por cuestiones de tamaño.
- mimetype: Se trata de un archivo con una única línea que contiene el tipo MIME del documento. Una implicación de esto último es que, en realidad, la extensión del nombre del archivo es indiferente del formato real, toda vez que la que prevalece es la definida por este archivo. Así, la extensión del archivo se utiliza solo para facilitar la identificación del tipo de archivo por parte del usuario.

OpenDocument fue diseñado para que reutilizase los estándares XML abiertos existentes cuando estos estuvieran disponibles y creó etiquetas nuevas solo cuando no existía un estándar que ofreciera la funcionalidad necesaria. Así, OpenDocument utiliza el núcleo de Dublín de XML para los metadatos, MathML para las fórmulas matemáticas, SVG para los gráficos vectoriales, SMIL para la multimedia, etc.

## Licencia

### Disponibilidad del estándar
Todas las versiones del formato OpenDocument aprobadas por la OASIS, están disponibles para su descarga y uso.
La ITTF ha añadido la especificación ISO/IEC 26300 a su "listado de estándares disponibles libremente"; cualquiera puede descargar y utilizar este estándar de forma libre y gratuita.

## Aplicaciones que utilizan el formato OpenDocument
El formato OpenDocument es utilizado tanto en aplicaciones de software libre como de software propietario.
También lo hacen suites ofimáticas de tipo tradicional o basadas en web, y aplicaciones individuales como procesadores de texto, programas de manejo de hojas de cálculo, presentaciones y datos. Algunas de las aplicaciones que utilizan este formato son:
- Abiword 2.4 para lectura y a partir de la 2.4.2 para lectura y escritura
- Corel WordPerfect Office X4[20]
- Google Docs[21]
- IBM Lotus Symphony
- eZ publish 3.6, con la extensión para OpenOffice
- Knomos case management 1.0
- Calligra Suite
- LibreOffice
- Microsoft Office (2007 SP2 y 2010)
- NeoOffice
- ODFReader (enlace roto disponible en Internet Archive; véase el historial, la primera versión y la última). un plugin para ver los ODF desde Firefox (versiones 1.5 y 2).
- OpenOffice.org
- Scribus 1.2.2, pudiendo importar texto y gráficos OpenDocument
- SoftMaker Office
- Sun Microsystems StarOffice
- Text Edit incluido de serie en MacOS X Leopard de Apple Inc.
- TextMaker 2005 beta
- Visioo-Writer permite que usuarios sin una suite ofimática adecuada puedan ver los documentos en este formato
- WordPad a partir de la versión incluida con Windows 7 permite leer y escribir textos en formato OpenDocument.
- Zoho Office Suite
- Docxpresso

La organización "OpenDocument Fellowship" mantiene una lista de software y servicios que soportan el formato OpenDocument. La lista también proporciona información acerca del estado de soporte del formato.
Múltiples compañías de terceros han anunciado el desarrollo de software de conversión (incluyendo plugins y filtros) para soportar OpenDocument en productos de Microsoft. Actualmente hay disponibles nueve distintos paquetes de software de conversión.
Microsoft Office 2007 con Service Pack 2 soporta nativamente el formato OpenDocument 1.1. Antes del SP2, Microsoft creó y financió el proyecto denominado "Open XML translator" que permitía la conversión de documentos entre los formatos Office Open XML y OpenDocument. Más tarde el proyecto pasaría a llamarse "OpenXML/ODF Translator Add-in for Office" en SourceForge. Este proyecto es producto de un esfuerzo de muchos socios de Microsoft para crear un plugin para Microsoft Office que estaría disponible gratuitamente con licencia BSD. El proyecto lanzó su versión 1.0 para Microsoft Word en enero de 2007, seguido por versiones para Microsoft Excel y Microsoft PowerPoint en diciembre del mismo año.
Sun Microsystems también creó un convertidor competidor llamado "OpenDocument plugin for Microsoft Office" y enfocado a un ambiente empresarial, que funciona en Microsoft Office 2007 (Service Pack 1 o superior) así como también versiones anteriores (Microsoft Office 2000, XP, y 2003). Soporta documentos de Word, Excel, y Powerpoint.
Mac OS X 10.5 ofrece una nueva versión de TextEdit y QuickLook que soportan los formatos de texto OpenDocument Text (aunque con algunas pérdidas de estilo).

## Críticas
Se han lanzado varias críticas al estándar ODF:
- El uso de MathML para escritura matemática en la especificación ODF. MathML[28] es una recomendación del W3C para la "inclusión de expresiones matemáticas en páginas web" y "comunicación entre máquinas" que ha estado en uso desde aproximadamente 1999. Sin embargo, la mayoría de matemáticos continúan utilizando el formato más viejo TeX como método principal para representar fórmulas matemáticas complejas. TeX no es un estándar ISO, pero está muy bien documentado y se considera estándar de facto para escribir expresiones matemáticas. Existe un convertidor desde (La)TeX a ODT, incluyendo fórmulas matemáticas.[29] También se le critica a OpenDocument no utilizar el estándar ISO 12083:1994 para fórmulas matemáticas, el cual tampoco se utiliza en MathML. El lenguaje MathML tiene algunos problemas para mostrar correctamente fórmulas matemáticas, si se le compara con otros métodos como TeX.[30]
- Ninguna versión de ODF incluyendo la más actual, 1.1, define un lenguaje para fórmulas matemáticas.[31] Esto podría significar que archivos conformes con el estándar podrían no ser compatibles entre sí. Actualmente, la organización OASIS trabaja en la creación de un lenguaje de fórmulas estándar (OpenFormula) para OpenDocument v1.2.
- La especificación ISO OpenDocument no permite tablas en presentaciones. Probablemente se incorpore en la especificación OpenDocument v1.2.[32] Una recomendación actual para solventar este inconveniente es el incorporar o adjuntar una hoja de cálculo dentro de la presentación para proporcionar dicha funcionalidad.[33]
- Todas las aplicaciones que usan el formato estándar ODF tienen distintos métodos para indicar capacidades tipo macro/scripting, ya que no hay un lenguaje de macros especificado en ODF. Los usuarios y desarrolladores difieren en cuál sería el lenguaje de scripting estándar más deseable a ser incluido.[34]
- Aun cuando OpenOffice.org permite la inclusión de firmas digitales y las guarda en los archivos ODF de acuerdo con XML-DSig, los formatos OpenDocument 1.0-1.1 en sí no incluyen referencias para insertar firmas digitales. La firma digital es una característica aplicación-específica en el estándar OASIS OpenDocument v1.1. Se espera que el formato OpenDocument v1.2 incorpore XML-DSig de la misma manera a como está implementado en OpenOffice.org. Con ello, OpenDocument v1.2 tendrá firmas digitales interoperables con KOffice 2.0.[35]
- Las especificaciones de los formatos OpenDocument 1.0-1.1 indican el uso de contenedores 'zip' pero no referencian a un estándar que describa el formato de archivo zip. Sin embargo, una especificación (que no "estándar") para el formato Zip fue distribuida con el software PKZIP dentro del archivo APPNOTE.TXT y continúa siendo actualizada con el tiempo.[36]
- La Fundación OpenDocument, Inc. participó en el desarrollo de ODF junto con el equipo de OASIS TC y en el desarrollo del plug-in de código propietario daVinci para Microsoft Office. La fundación volteó su atención de soportar OpenDocument a soportar el formato Compound Document Format (CDF) de la W3C. La razón dada fue: «es necesario reconocer que ODF no respeta adecuadamente los estándares existentes y no resuelve las necesidades del mercado para un único formato de documento universal que cualquier y todas las aplicaciones puedan utilizar de la misma manera».[37] Tan solo quince días después (11 de noviembre de 2007), el sitio web de la fundación cerró. Aparentemente, la fundación se rindió tras la publicación de un plug-in de compatibilidad con formatos ODF para Microsoft Office por parte de Sun.[38]

## Adopción del formato a nivel mundial
Puesto que uno de los objetivos de los formatos abiertos, tales como OpenDocument, es garantizar el acceso a largo plazo a los datos producidos eliminando para ello las barreras técnicas o legales, muchas administraciones públicas y gobiernos han empezado a considerarlo un asunto de política de interés público.

### Europa
Los gobiernos europeos, desde al menos 2003, han investigado diversas opciones para almacenar documentos en un formato basado en XML, con encargos de estudios como el
"Valoris Report" (Valoris). En marzo de 2004, los gobiernos europeos pidieron a sendos equipos de OpenOffice y Microsoft que presentasen los méritos relativos de sus respectivos formatos ofimáticos sobre XML (Bray, 29 de septiembre de 2004).
En mayo de 2004, el Telematics between Administrations Committee (TAC) publicó un conjunto de recomendaciones haciendo notar que:

Debido a su papel específico en la sociedad, el sector público debe evitar [una situación en la que] se fuerce el empleo de un producto específico en la interacción electrónica con él.
Por el contrario, debe incentivarse cualquier formato de documento que no discrimine entre actores del mercado y que pueda ser implementado por múltiples plataformas. Igualmente el sector público debe evitar cualquier formato que no asegure idénticas oportunidades en la implementación de aplicaciones de proceso de tales formatos a todos los actores del mercado, especialmente si esto puede imponer la selección de productos por parte de ciudadanos o empresas. Desde este punto de vista, las iniciativas de estandarización no sólo aseguran un mercado limpio y competitivo, sino que aseguran la interoperabilidad de las soluciones, preservando la competencia y la innovación.

Las recomendaciones incluyen:
- Los actores de la industria no involucrados aún en el Open Document Format de OASIS deben considerar participar en el proceso de estandarización a fin de alentar un amplio consenso de la industria en torno al formato.
- Microsoft debe considerar la publicación de un acuerdo en el sentido de publicar y facilitar un acceso no discriminatorio a las versiones futuras de su especificación XML para Word.
- Microsoft debe considerar la conveniencia de remitir los formatos XML a un organismo internacional de estandarización de su elección.
- Se recomienda al sector público a proporcionar su información a través de varios formatos. Cuando por circunstancias o por elección se proporcione solo un formato editable, este debería ser uno en torno al que exista un consenso en la industria, como se demuestra por la adopción del formato como estándar. (TAC, 25 de mayo de 2004).

OpenDocument es ya un estándar reconocido por un organismo independiente (OASIS), y ha sido remitido a la ISO, sin que exista evidencia de que los formatos XML de Microsoft, o los antiguos DOC/PPT/XLS vayan a sufrir un proceso análogo. Tal y como muchos esperaban ISO ha aceptado y aprobado OpenDocument por el procedimiento rápido. A partir de ese momento tanto la Unión Europea como cualquier país puede establecer este formato como estándar ofimático ya que ha sido ratificado dicho estándar por ISO. (Así se confirma en parte lo que dijo Marson el 18 de octubre de 2005)

#### Bélgica
El 23 de junio de 2006, el Gobierno Federal Belga decidió que el formato OpenDocument fuese obligatorio a partir de septiembre de 2008. Bélgica es el primer estado en el mundo que prohíbe de facto el uso de formatos propietarios.

#### Holanda
En noviembre de 2007 Holanda estableció, por ley, una fecha límite para las administraciones públicas para la adopción de estándares abiertos.

#### Reino Unido
En julio de 2014, el gobierno de Reino Unido anunció la adopción de estándares abiertos recomendados para el trabajo en la administración pública y la comunicación con la ciudadanía. En esta ocasión, los formatos ofimáticos ODF y el formato de documento portátil (PDF/A) fueron privilegiados. El gobierno inició una colaboración con la OpenDoc Society para la migración hacia los formatos abiertos.

### Massachusetts
A principios de 2005, Eric Kriss, Secretario de Administraciones Públicas y Hacienda de Massachusetts, estableció como uno de los principios de su administración el compromiso de utilizar formatos abiertos en la siguiente declaración: "Es absolutamente imperativo para el sistema democrático de los EEUU que perdamos la práctica de tener nuestros documentos públicos cautivos en un formato exclusivo, sea éste el que sea, arriesgándonos a que en el futuro el documento sea quizás ilegible o esté sujeto a un sistema de licencias exclusivo que restrinja su acceso." Fuente El 21 de septiembre de 2005, Massachusetts se convirtió en el primer estado estadounidense en aprobar formalmente los diferentes formatos OpenDocument para su uso en los registros públicos, a la vez que se rechazaba el formato basado en XML propuesto por Microsoft, su principal proveedor actual, por no ser considerado abierto. Si Microsoft decide no dar soporte a Open Document para 2007, fecha límite definida por el Estado, se descalificará de consideración futura por el Estado de Massachusetts.

### Otros países
De acuerdo a informaciones de OASIS, "El Ministerio de defensa de Singapur, los Ministerios de Hacienda, Economía e Industria de Francia, el Ministerio de Salud de Brasil, la ciudad alemana de Múnich, el Concejo de la ciudad de Bristol, del Reino Unido, y la ciudad austriaca de Viena están tomando decisiones que adoptan OpenDocument".
BECTA (British Education Communication Technology Agency) es la agencia del Reino Unido
encargada de definir las políticas de tecnología de la información y comunicaciones (TIC), para todas las escuelas del reino, incluyendo estándares para toda la infraestructura. En 2005 publicaron un documento completo al respecto. Este establece el uso de OpenDocument y otros pocos formatos para los documentos ofimáticos y, en particular, no permite el uso de los formatos binarios (.doc/.xls/.ppt) o XML de Microsoft. La explicación de BECTA es la siguiente: "Cualquier aplicación ofimática empleada por las instituciones debe ser capaz de guardar la información (de forma que pueda ser recuperado por otras) empleando un formato comúnmente aceptado que asegure que la institución no queda cautiva del empleo de un software específico. El objetivo principal es que las aplicaciones basadas en software ofimático cumplan esta especificaciones (tanto si es software licenciado, como si es de fuente abierta, o libre) y que de este modo muchos desarrolladores puedan hacer aportaciones al mercado de las TIC educacionales." (Lynch, 2005).
En Argentina, el Gobierno de la Provincia de Misiones, acorde a los nuevos paradigmas que se imponen para avanzar hacia la sociedad de la información y el conocimiento, y en el marco de su proyecto de Gobierno Electrónico, ha decidido adoptar el estándar OpenDocument para los documentos ofimáticos que se utilicen en la Administración Pública, conforme lo determina en Decreto N.º 1800/07 publicada el 29/08/07 que establece que, "Cualquier documento electrónico creado y emitido por los Organismos que componen el Gobierno de la Provincia de Misiones, que esté destinado a almacenar y distribuir información entre organismos y funcionarios que integran el Estado Provincial deberá estar codificado en el formato abierto OpenDocument de acuerdo a las especificaciones establecidas en las normas ISO/IEC 26300."
En la Universidad de la República de Uruguay, se recomienda el uso de los estándares abiertos ODF y PDF para la creación, almacenamiento e intercambio de documentos de ofimática en la UdelaR y en su relación con el resto de la sociedad".